# Tephrodornis
Tephrodornis és un gènere d'ocells de la família dels vàngids (Vangidae). Agrupa espècies que es distribueixen pel continent asiàtic. Anteriorment es va classificar en la família Campephagidae, i després es va classificar breument en la desapareguda família Tephrodornithidae.

## Taxonomia
El gènere Tephrodornis va ser introduït l'any 1832 pel naturalista anglès William Swainson amb el vanga variable com a espècie tipus. El nom del gènere combina el grec antic «tephōdēs» que significa “com les cendres” o “de color cendra” amb «ornis» que significa “ocell”.
Segons la Classificació del Congrés Ornitològic Internacional (versió 15.1, 2025) aquest gènere està format per 4 espècies:
- vanga variable (Tephrodornis virgatus).
- vanga de Malabar (Tephrodornis sylvicola).
- vanga cellut (Tephrodornis pondicerianus).
- vanga de Sri Lanka (Tephrodornis affinis).